# Chavín de Huántar
Chavín de Huántar is een archeologische site in het gelijknamige district van Peru, 450 kilometer ten noorden van Lima, op een hoogte van 3177 meter. De ruïnes liggen verscholen tussen twee bergketens: de Cordillera Negra en de Cordillera Blanca. Het belangrijkste gebouw van Chavín is de hoofdtempel, die bestaat uit verschillende platforms, terrassen en ondergrondse gangen, die via trappen verbonden zijn. In 1985 werd het Monumento Arqueológico de Chavín de Huántar, zoals de naam officieel luidt, benoemd tot UNESCO Werelderfgoed.
Naast de ruïnes bevindt zich een dorp, waar volgens de volkstelling van 2005 1.757 mensen wonen, dat ook de naam Chavín de Huántar draagt. Daarnaast wordt de naam Chavín zowel gebruikt wanneer er wordt verwezen naar de specifieke ontwikkelingstijd in de geschiedenis van de Andes (circa 1200-200 v.C.); naar de archeologische periode; naar de cultuur (Chavincultuur); naar de kunstvorm; en naar het hypothetische rijk.
De ruïnes vinden hun oorsprong in ongeveer 900 v.Chr. Er zijn meerdere ruïnes uit deze periode bewaard gebleven, maar de ruïne in Chavín de Huántar, die waarschijnlijk de hoofdtempel was, is de grootste en door toeristen meest bezochte. Er wordt aangenomen dat de ruïne dienstdeed als pelgrimsoord: bij opgravingen vond men producten die van oorsprong niet uit het gebied komen, waaronder vele schelpen. In 1919 kreeg de ruïne bekendheid bij de ‘ontdekking’ door de Peruaanse archeoloog Julio C. Tello.
De Chavín waren een geweldloos volk, dat zich voornamelijk richtte op artistieke en culturele ontwikkeling. Opgravingen in de ruïnes impliceren dat er tussen 500 en 300 v.Chr. sociale instabiliteit en onrust ontstond, op hetzelfde moment dat de grotere Chavín-beschaving begon af te nemen. Grote ceremoniële sites werden verlaten, sommige onafgerond, en werden vervangen door dorpen en landbouwgrond. In Chavín de Huántar werd er rond 500 v.Chr. een klein dorp gebouwd op de Circular Plaza. De plaza werd ingenomen door opeenvolgende groepen bewoners, en bouwstenen en stenen met inscripties werden opgeofferd voor de bouw van hun huizen. Verschillende vloeren impliceren dat het dorp voortdurend werd bewoond tot aan de jaren ’40 van de twintigste eeuw.
Naast het gebruik als woonruimte is de ruïne in de loop der jaren door verschillende gebeurtenissen aangetast. In 1933 trad de rivier Mosna buiten haar oevers, waardoor een groot gedeelte van de archeologische site onder water kwam te staan. Een grote overstroming in 1945 zorgde ervoor dat de gehele tempel en een deel van het dorp werden bedekt met puin en modder. Dorpelingen gebruikten bij de wederopbouw van hun huizen de stenen uit de ruïnes. Ook bouwden zij hun huizen hier gedeeltelijk bovenop. Daarnaast zijn er sinds 1920 verschillende opgravingen uitgevoerd door onafhankelijke archeologen. Aangezien zij niet allen op een adequate manier hun bevindingen hebben genoteerd, is veel informatie verloren gegaan.
Sinds 1995 komt elk jaar een team studenten van de Stanford University uit de Verenigde Staten, onder leiding van archeoloog John Rick, om in het droge seizoen een aantal maanden opgravingen te doen. Er worden nog steeds nieuwe ontdekkingen gedaan. Zo stuitte het team in 2005 op een nieuwe galerij. Experts beweren dat zeker 85 procent van de archeologische overblijfselen nog niet is gevonden.